# Marcel Freydefont

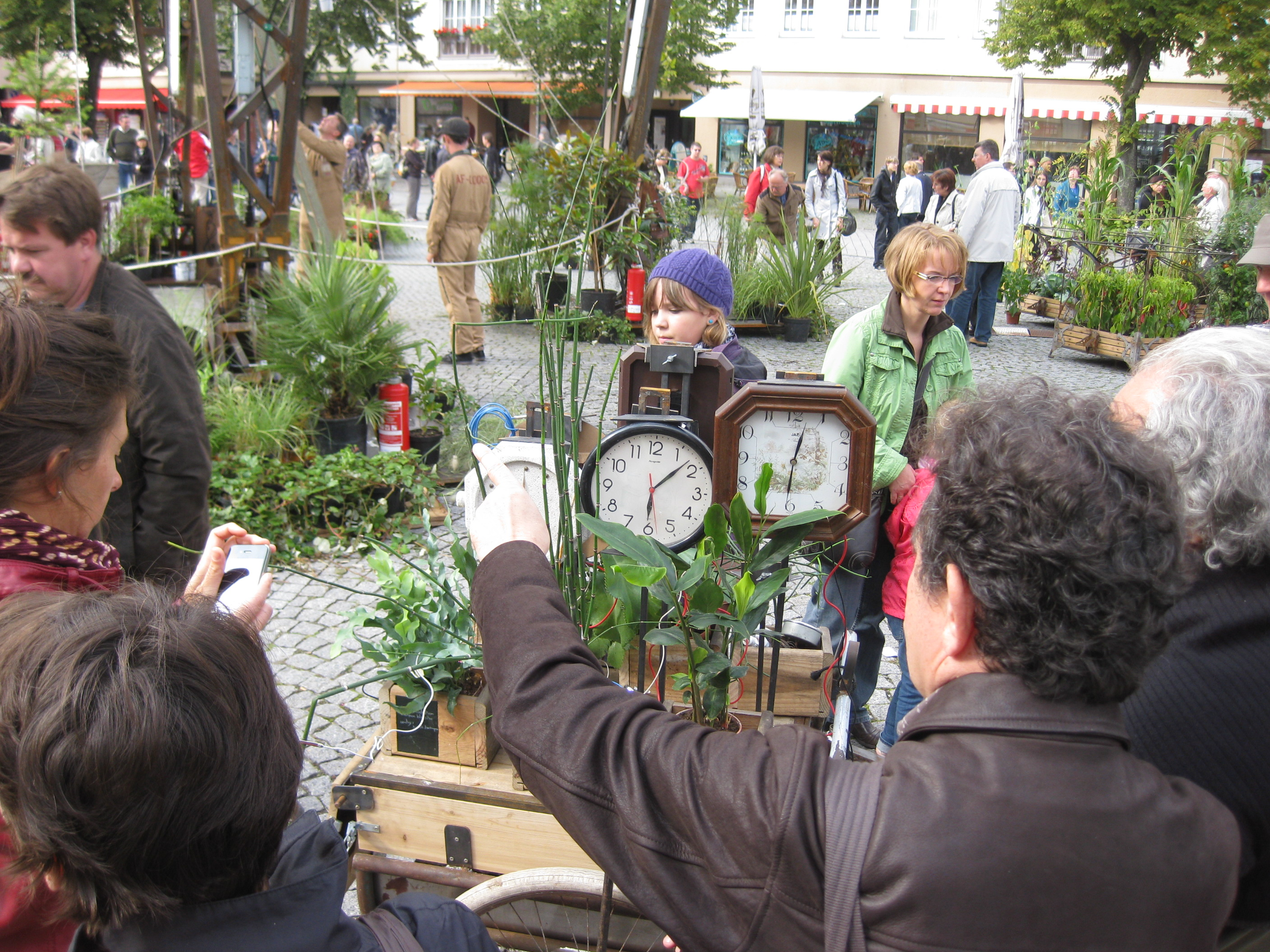
Marcel Freydefont (deuxième à droite) expliquant à Michel Crépin la mise en scène de l'Expédition végétale sur la place de la mairie de Dessau, en 2010.

Marcel Freydefont (né le 27 juin 1948 à Randan dans le Puy-de-Dôme et mort le 1er juillet 2016 à Nantes) était un scénographe, comédien, metteur en scène, auteur et professeur d'architecture et de scénologie français à l'École nationale supérieure d'architecture de Nantes (EnsaNantes).

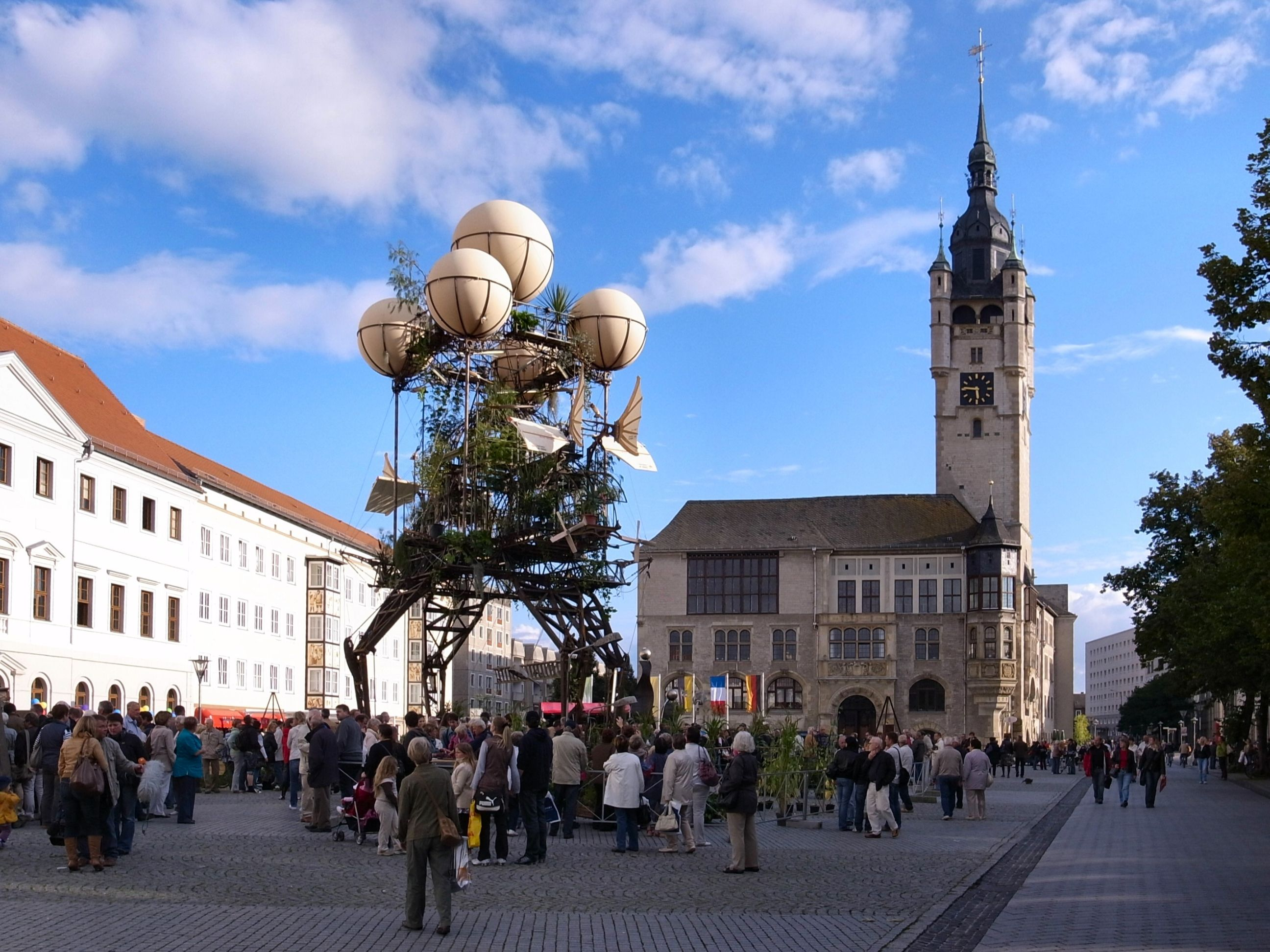
L'Aéroflorale II de l'Expédition végétale sur la place de la mairie de Dessau 2010.

## Biographie
Parallèlement à ses activités d'enseignant, Freydefont a publié de nombreux ouvrages sur la théorie et la pratique du théâtre. Il a travaillé avec des troupes et des ateliers de théâtre de rue, notamment avec Royal de Luxe, François Delarozière (La Machine) et Michel Crespin (FAI-AR Marseille). Il a été secrétaire de l'association des scénographes de France.
En 2009/2010, Marcel Freydefont et Francois Delarozière/La Machine, ont mis en scène pendant 5 jours l'« Éxpédition végétale » sur la place de l'hôtel de ville de Dessau. Cette création faisait partie du projet F.A.U.S.T.T. (Fusion.Architektur.Urbanismus.Szenographie.Technik.Territorium), développé par des étudiants de l'école d'architecture de Nantes et de l'école supérieure d'Anhalt (Manfred Sundermann) en collaboration avec la scène de la fondation Bauhaus de Dessau (Burghard Duhm) à l'occasion de la fête des couleurs « Grün »,. Par la suite, l'Éxpédition végétale a été présentée à Metz, Anvers, Hambourg, Rennes, Nantes, Buenos Aires et ailleurs.

## Théâtre urbain

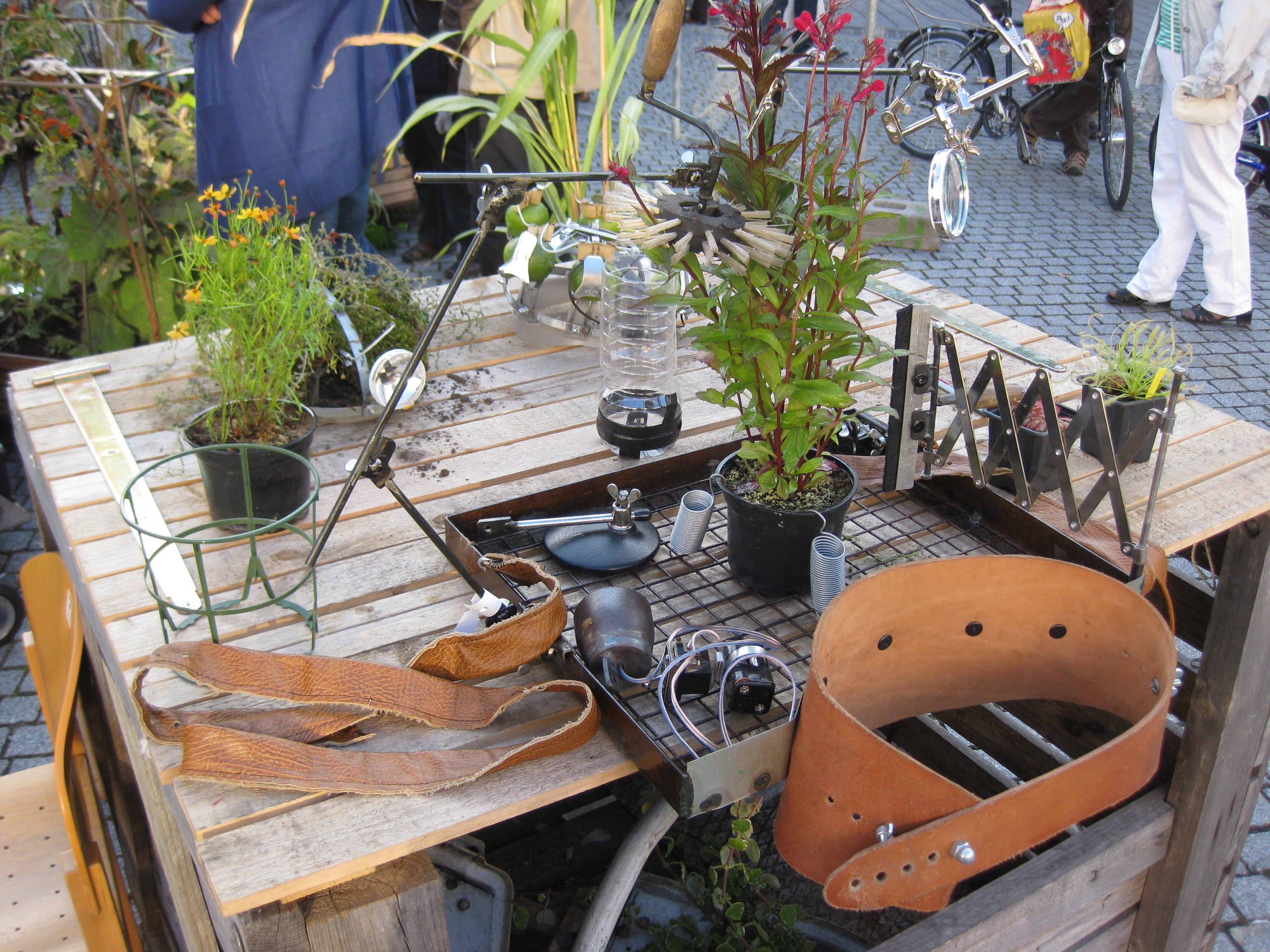
Expédition végétale – le laboratoire botanique

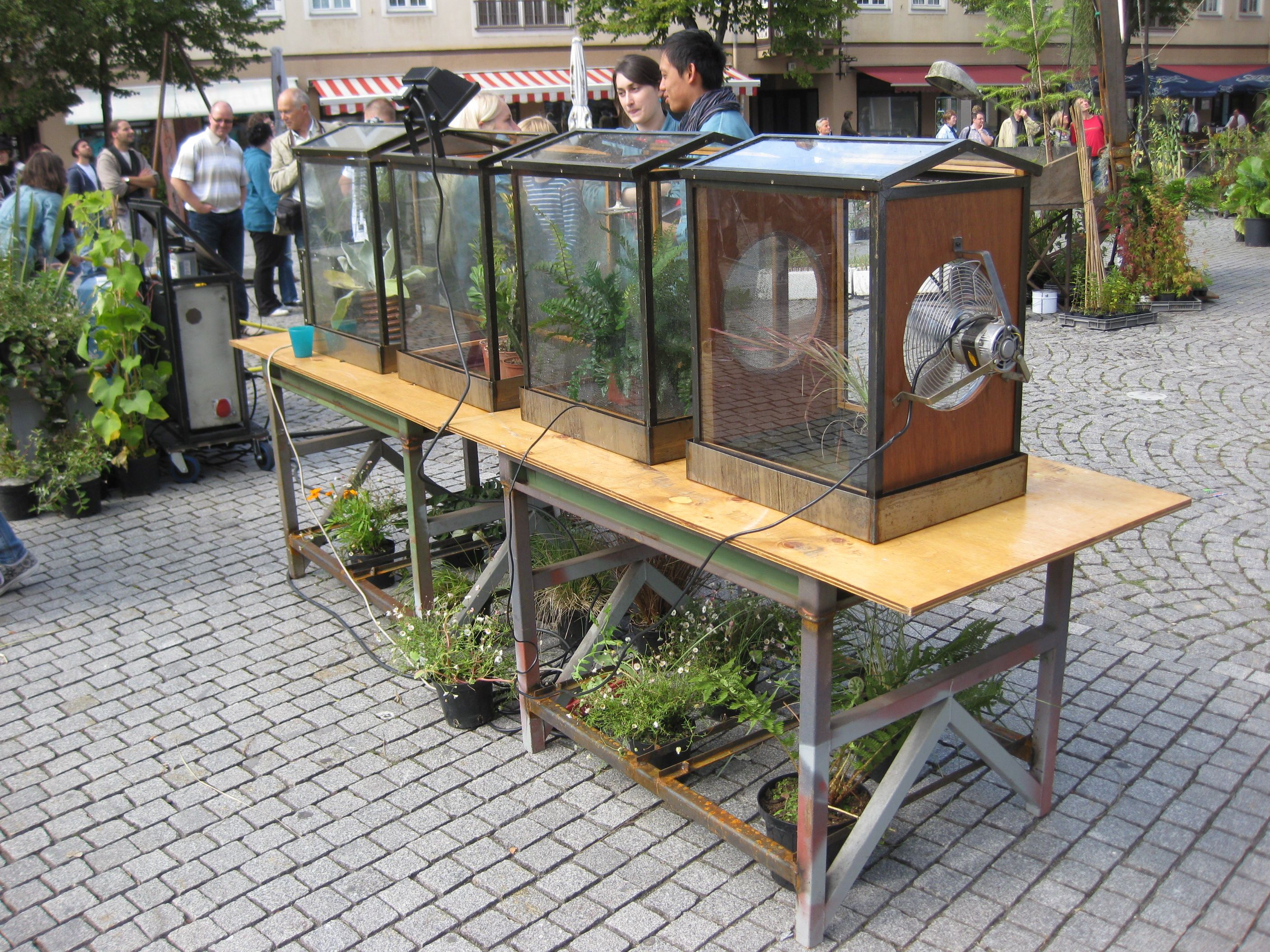
Expédition végétale – le laboratoire botanique

Marcel Freydefont était un érudit du spectacle et de la scénographie en Europe, depuis ses débuts dans l'Antiquité (Vitruve) jusqu'à nos jours (Walter Gropius, Oskar Schlemmer, Friedrich Kiesler, etc.). Il a développé la théorie d'un théâtre immersif à partir de cette tension historique. La scène et le spectacle devaient sortir du théâtre pour s'immerger dans le quotidien. La ville est une scène, le bâtiment est une scène, la scène est une scène, expliquait-il. Du théâtre immersif, Marcel Freydefont a tiré en 2009 le théâtre infusé. Il le concevait comme un jeu d'histoires imaginaires sur plusieurs jours, sur les scènes données de lieux réels, dans le but d'agir sur la cohabitation publique et de la modifier :

« Nous, scénographes, disait-il, sommes en quelque sorte un complément de circonstance de lieu et de temps qui permet à l'action d'avoir lieu. »

— Marcel Freydefont

## Ouvrages (sélection)
- Les lieux scéniques en France 1980-1995 : 15 ans d'architecture et de scénographie, 1997
- La Machine spectacle, 2013
- Théâtre public n° 215 : Le théâtre et la ville, 2015
- Scénographes en France (1975-2015) : Diversité & mutations, 2015